# Montcal
Montcal es una entidad de población española del municipio de Canet de Adri, perteneciente a la provincia de Gerona, en la comunidad autónoma de Cataluña.

## Toponimia
El nombre del lugar puede encontrarse referido con las variantes Moncalt y Montcal.

## Geografía
El lugar se encuentra ubicado junto al curso del riachuelo Garrap. En el siglo XIX se mencionaba cómo la parte montuosa se hallaba cubierta de encinas y alcornoques.

## Historia
Hacia mediados del siglo XIX, el lugar, perteneciente ya por entonces a Canet de Adri, tenía contabilizada una población de 152 habitantes, si bien en dicha cifra quedaban incluidos también los pertenecientes a Montbó. La localidad aparece descrita en el decimoprimer volumen del Diccionario geográfico-estadístico-histórico de España y sus posesiones de Ultramar de Pascual Madoz de la siguiente manera:

MONCALT: l. en la prov., part. jud. y dióc. de Gerona, aud. terr. y c. g. de Barcelona, ayunt. de Canet de Adrí. sit. al pie de una montaña á la márg. izq. del riach. Garrap con buena ventilacion y clima sano; las enfermedades comunes son fiebres intermitentes. Tiene una igl. parr. (Sta. Cecilia), servida por un cura de ingreso, de la que es aneja la de Montbó. El térm. confina N. Adrí; E. San Medir; S. Cartellá, y O. Canet de Adrí. El terreno es de inferior calidad, la parte montuosa se halla cubierta de encinas y alcornoques; le fertiliza el mencionado riach. que nace en Adrí y confluye con el Llemaná, y le cruzan varios caminos locales. El correo se recibe de Gerona. prod.: trigo, legumbres y algun vino, cria ganado lanar. pobl. y riqueza: unida la de Montbó, 22 vec., 152 alm. cap. prod.: 2.210,800 rs. imp.: 55,270. Inmediato á este pueblo, y parte en su término, se ve el monte llamado Puig Montcalt, de formacion volcánica y cubierto de labas, basalto y escorias de esta clase. El cráter, todavía muy reparable, estaba en la parte N. del térm. de Adrí. No se sabe en qué época dejó de arder, que seria sin duda muy remota, aunque tal vez no anterior á la fundacion del pueblo, cuyo nombre Montcalt, parece designar que la montaña estaba todavía caliente o ardiente.
(Madoz, 1848, p. 530)

En 2022, la entidad singular de población de Montcal contaba con una población de 133 habitantes empadronados.

## Patrimonio
En el lugar hay una iglesia bajo la advocación de Santa Cecilia.